# Кекката
Кекката (гренл. Qeqqata Kommunia) — одна из пяти коммун Гренландии.
Население — 9638 человек (2012), проживающих на территории 115,5 тыс. км².
Административный центр и крупнейший населённый пункт — Сисимиут (5965 человек).
Коммуна Кекката занимает центральную часть территории Западной Гренландии. С востока по 45 °C западной долготы и с юга она граничит с коммуной Сермерсоок, с севера — с коммуной Кекерталик. В восточной части коммуны ледник. Реки: Киннгуата-Кууссуа, Акулиарусиарсууп-Кууа; озёра: Тасерсуатсиак, Аюитсуп-Тасиа, Саннингасок.